# Линейный 1-й казачий полк
1-й Линейный генерала Вельяминова полк, Кубанского казачьего войска
- Старшинство — 1858 г.
- Полковой праздник — общий с войском.

## Формирование полка и история
1-й Урупский полк был образован по указу от 21 мая 1855 года как Кавказский пеший казачий № 3 батальон Кавказского линейного казачьего войска. 08 апреля 1857 года переформирован в 3-й Лабинский казачий конный полк, а указом 20 марта 1858 года переименован 1-й Урупский полк Кавказского линейного казачьего войска.
Полк - активный участник Галицийской битвы 1914 г.

## Список станиц полкового округа
Полковой округ - Урупский, состоя из станиц Майкопского отдела Кубанской области.
- Абхазская
- Андрюковская
- Апшеронская
- Ахметовская
- Баговская
- Баракаевская
- Бжедуговская
- Белореченская
- Бесленеевская
- Воздвиженская
- Гиагинская
- Губская
- Гурийская
- Дагестанская
- Даховская
- Имеретинская
- Кабардинская
- Келермесская
- Костромская
- Кужорская
- Курджипская
- Линейная
- Махошевская
- Некрасовская
- Нефтяная
- Нижегородская
- Ново-Лабинская
- Переправная
- Хамкетинская
- Ханская
- Ярославская

## Знаки отличий
- Полковое георгиевское знамя с надписью «За отличие при покорении Западного Кавказа в 1864 году»,пожалованное 20 июля 1865 году.
- Белевая тесьма на воротнике и рукавах мундиров нижних чинов, пожалованная 6 декабря 1908 года.

## Командиры полка
- 27.07.1910-09.01.1914 — полковник Певнев, Александр Леонтьевич
- 23.01.1914-02.02.1916 — полковник Чёрный, Константин Константинович